# 双耳瓶

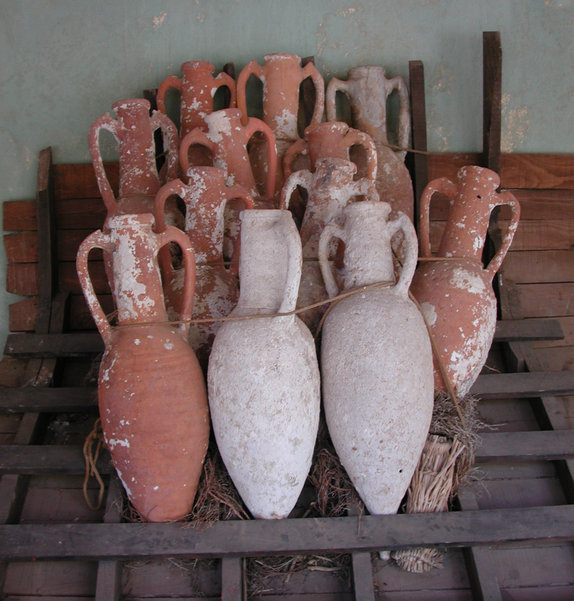
土耳其，双耳瓶

双耳瓶（英語：Amphora）是一类陶瓷瓶，具有两只把手以及细长的颈部结构。双耳瓶首先在前15世纪出现于今叙利亚地区，然后传播到世界各地，被古希腊人、古罗马人用于运送与存储葡萄、酒、橄榄油、食用油、谷物、橄榄、鱼类等。后来，人们生产了一些高品质的手绘双耳瓶，用于大量社会礼仪用途。这些双耳瓶不同于其他强调功能的双耳瓶，装饰更具艺术性，常被用作奖励。